# Мурілу
Мурілу  (порт. Murilo Endres, 3 травня 1981) — бразильський волейболіст, олімпійський медаліст.
Одним з його одноклубників у сезоні 2005—2006 італійської Серії А був український гравець Володимир Татаринцев.

## Виступи на Олімпіадах
| Олімпіада   | Дисципліна | Місце |
| ----------- | ---------- | ----- |
| Пекін 2008  | волейбол   | 2     |
| Лондон 2012 | волейбол   | 2     |